# 西十三塚町
西十三塚町（にしとみづかちょう）は、愛知県瀬戸市道泉連区の町名。丁番を持たない単独町名である。

## 地理
- 瀬戸市の西部に位置する[8]。西を追分町、北を進陶町、東を東十三塚町、南を京町と隣接している[8]。
- 住宅と小売商店が混在する[8]。

### 河川
- 陣屋川（瀬戸川支流）[8] ： 町の東端、東十三塚町・京町との境を南流している。

- 陣屋川（西十三塚町・東十三塚町境）
- 陣屋川（西十三塚町・京町境）

### 学区
市立小・中学校に通う場合、学区は以下の通りとなる。また、公立高等学校普通科に通う場合の学区は以下の通りとなる。
| 番・番地等 | 小学校                 | 中学校                 | 高等学校 |
| ---------- | ---------------------- | ---------------------- | -------- |
| 全域       | 瀬戸市立にじの丘小学校 | 瀬戸市立にじの丘中学校 | 尾張学区 |

## 歴史

### 町名の由来
町名設定の際、旧瀬戸村字十三塚の西方にあたることから名付けられたと推察される。

十三塚の地名の由来については、以下の4つの伝説がある。
- 1584年（天正12年）小牧・長久手の戦いにおいて敗れた落武者13名が命からがらこの村まで逃げ延びてきたが、力尽きてしまった。かわいそうに思った村人達はこの地に13の塚を建てて弔った。
- 1482年（文明14年）今村赤津村郷主松原下総守広長は桑下城主長江民部少輔と相争い、合戦になった。松原勢は利なく西方へ敗走した。その時多数の軍兵が死に、この地に塚を築いて埋めた。その塚の数が13であった。
- 1556年（弘治2年）8月、稲生の戦いにおいて織田信長とその弟信行が戦い、敗れた落武者13名がこの地で落命した。これをいたんだ村人が13の塚を建てて祀った。
- 昔、瀬戸村に美男と美女が瀬戸川を挟んで住んでおり、二人は人知れず慕っていたが、丙午（ひのえうま）の乙女ということで破談になり、乙女は瀬戸川に身を投げ自殺してしまった。その後、この乙女の霊がここにさまよい、同月同日同時刻にここを通る馬を呪い殺していた。13年経過してやっと地元の人々がこれに気付いて、13の塚を建てて霊を弔った。

### 沿革
- 1942年（昭和17年）1月9日 - 瀬戸市大字瀬戸字十三塚の一部と同市大字今字追分の一部により、同市西十三塚町として成立[2]。

## 世帯数と人口
2025年（令和7年）2月1日現在の世帯数と人口は以下の通りである。
| 町丁       | 世帯数 | 人口 |
| ---------- | ------ | ---- |
| 西十三塚町 | 56世帯 | 87人 |

### 人口の変遷
国勢調査による人口の推移
| 1995年（平成7年）  | 138人 | [ 12 ] |  |
| 2000年（平成12年） | 156人 | [ 13 ] |  |
| 2005年（平成17年） | 140人 | [ 14 ] |  |
| 2010年（平成22年） | 118人 | [ 15 ] |  |
| 2015年（平成27年） | 110人 | [ 16 ] |  |
| 2020年（令和2年）  | 90人  | [ 17 ] |  |

### 世帯数の変遷
国勢調査による世帯数の推移。
| 1995年（平成7年）  | 56世帯 | [ 12 ] |  |
| 2000年（平成12年） | 96世帯 | [ 13 ] |  |
| 2005年（平成17年） | 81世帯 | [ 14 ] |  |
| 2010年（平成22年） | 73世帯 | [ 15 ] |  |
| 2015年（平成27年） | 64世帯 | [ 16 ] |  |
| 2020年（令和2年）  | 60世帯 | [ 17 ] |  |

## 交通

### 鉄道
名鉄瀬戸線 ： 町の中央部を東西に走っている。最寄り駅は瀬戸市役所前駅。
- 名鉄瀬戸線（西十三塚町内）

### バス
名鉄バス「しなの線（瀬戸北線）」
- 【1】【1H】【2】【2H】新瀬戸駅 - 瀬戸駅前 - 古瀬戸 - しなのバスセンター - 上品野 系統

名鉄バス「東山線」
- 【16H】【17H】新瀬戸駅 - 瀬戸駅前 - 菱野団地（循環） - 瀬戸駅前 - 新瀬戸駅 系統

以上、2路線6系統が走っているが、町内にバス停はない。最寄りのバス停は、瀬戸市役所北バス停になる。

### 道路
国道155号 ： 町の南部を東西に通っている。

## 施設
- たかはしクリニック ： 2007年（平成19年）10月開院[18]。診療科目は内科・外科・皮膚科[18]。健康診断や各種予防接種も行っている[18]。

## その他

### 日本郵便
- 郵便番号 : 489-0057[6]（集配局：瀬戸郵便局[19]）。